# فرانک گری
فرانک اوون گِری (انگلیسی: Frank O. Gehry؛ زادهٔ ۲۸ فوریهٔ ۱۹۲۹، تلفظ: ‎/ˈɡɛəri/‎) معمار مشهور معاصر آمریکایی کانادایی‌تبار است.

## دوران تحصیل
او در ۲۸ فوریهٔ ۱۹۲۹ در خانواده‌ای یهودی در شهر تورنتوی کانادا (با نام اصلی فرانک اون گلدبرگ) دیده به جهان گشود.
او در سال ۱۹۴۷ به‌همراه خانواده‌اش به لس آنجلس مهاجرت کرد و در دانشگاه جنوب کالیفرنیا به تحصیل در رشتهٔ معماری پرداخت. وی از شاگردان ویلیام پریرا است.
در سال ۱۹۵۶ در دانشگاه هاروارد به تحصیل در رشتهٔ برنامه‌ریزی شهری پرداخت و هم‌زمان در دفتر ویکتور گروئن مشغول به کار شد.
او اکنون شهروند ایالات متحده و ساکن لس آنجلس است.

## تفکرات
او معتقد است:

من آثار هنرمندان را نگاه می‌کنم و هنر را به‌مثابهٔ وسیله‌ای برای الهام خودم می‌پندارم و سعی می‌کنم تحت تأثیر هیچ فرهنگی نباشم. در هریک از کارهایم روش‌های جدید را جستجو می‌کنم. برای من قانون و قاعدهٔ محدودکننده وجود ندارد و اصولاً مرزی بین درست و نادرست نمی‌شناسم.

گِری از پیشگامان عرصهٔ معماری فولدینگ است. مابِاِزای علمیِ زبان معماری فولد، نظریات بحران و تداوم است. بحران یا فروپاشی در تبدیل سریع از حالتی به حالت دیگر، مانند آب به یخ یا بخار، تجلی می‌کند. بحران یا به دو پاره شدن می‌انجامد یا به پیچیده شدن، در هم فرورفتن و در هم تنیدن که مضمون معماری فولد است.
در این معماری، که گویی در حال فروریختن و کج شدن است، ترتیب پلان، نما و مقطع با هم اَشکال ابهام‌آمیزی همانند کریستال‌ها می‌آفرینند.
این بازی را گِری با درهم‌ریختن زبان‌های مختلفِ معماری و ترکیب آن‌ها آغاز کرده‌است. در بنای موزهٔ ویترایِ او در وایمار آلمان، که در کارهای آیزنمن تأثیر گذاشت، اجزای معماری مکعب‌های درهم‌تنیده و دفرمه و کج و کوژند. از همین‌رو، بعضی معماری او را «جانورگونه» و «کرم‌گونه» نامیده‌اند. در کل می‌توان گفت معماری گِری یک معماری شخصی و غیرتقلیدی است و بدون برنامهٔ خاص و یک نوع عدم قطعیت در اکثریت پروژه‌های گِری دیده می‌شود.

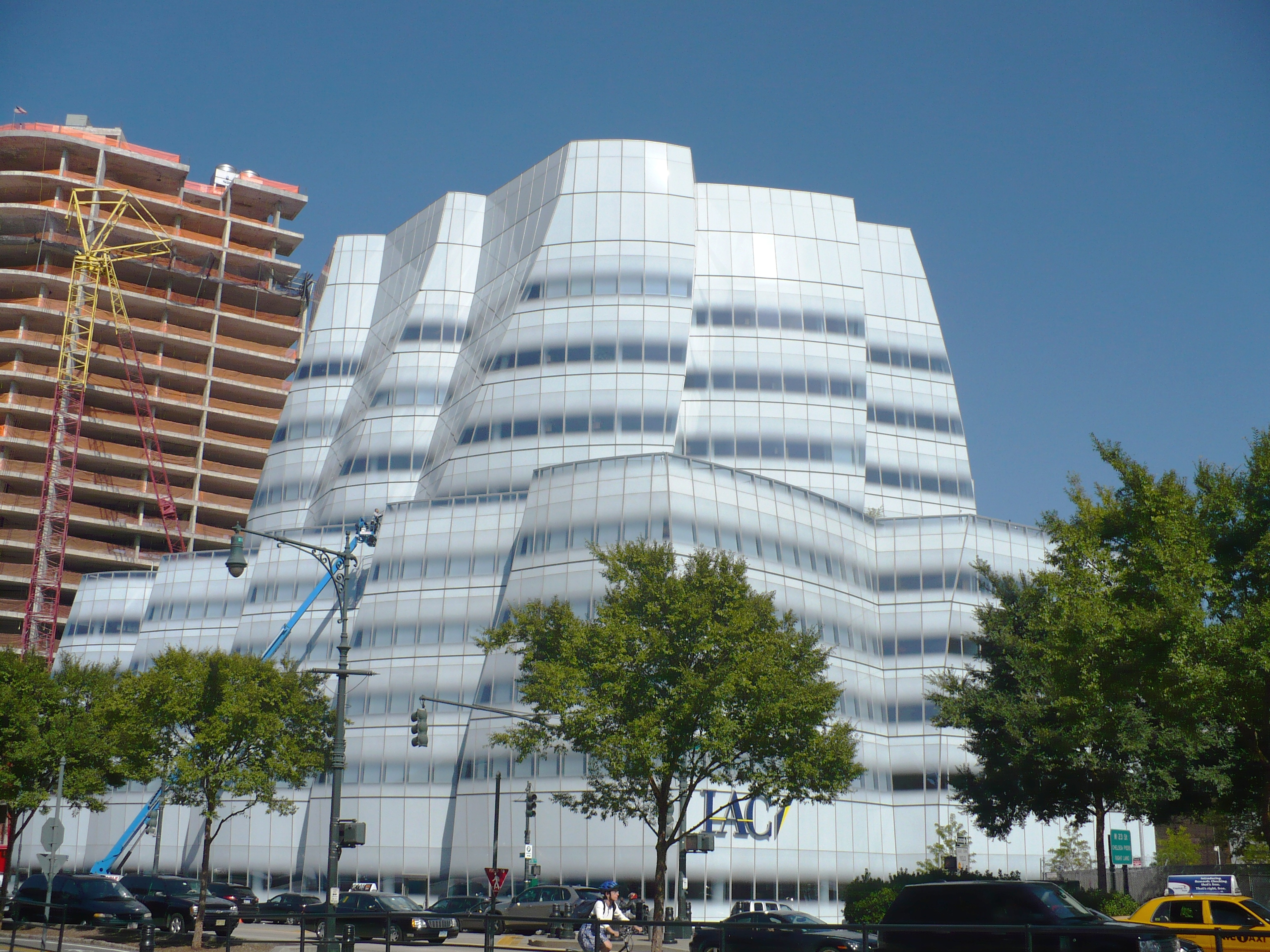
ساختمان IAC در نیویورک

## گزیدهٔ آثار
- خانه رقصان (۱۹۹۵)
- موزه گوگنهایم بیلبائو (۱۹۹۷)
- مرکز مگی، داندی، اسکاتلند (۲۰۰۳)
- تالار کنسرت والت دیسنی، در لس آنجلس (۲۰۰۳)
- ساختمان ۸ اسپروس استریت (۲۰۱۱)

## آثار وی
در کارهای اولیهٔ گِری می‌توان تأثیراتی از معماران سوئیس و فرانسه به‌ویژه لو کوربوزیه مشاهده کرد. این تأثیرات را تا سال ۱۹۷۲ می‌توان در کارهای گِری مانند استفاده از فرم‌های هندسیِ ساده مشاهده کرد.
به‌طورکلی در کارهای گِری نوعی گرایش مجسمه‌سازانه را می‌توان مشاهده کرد؛ چه در توسعهٔ خانهٔ همسرش در ۱۹۸۷ تا موفق‌ترین کارش در سبک فولدینگ که موزهٔ هنرهای معاصر بیلبائو است.

## ترجمه نوشته‌ها به فارسی
- در باب خانه گهری، در کتاب نظریه‌ها و مانیفست‌های معماری معاصر، تدوین چارلز جنکز و کارل کروپف، ترجمه احسان حنیف، نشر فکر نو، ۱۳۹۷.
- مصاحبه ای دربارهٔ مرکز آمریکایی پاریس، در کتاب نظریه‌ها و مانیفست‌های معماری معاصر، تدوین چارلز جنکز و کارل کروپف، ترجمه احسان حنیف، نشر فکر نو، ۱۳۹۷.

## جوایز و افتخارات

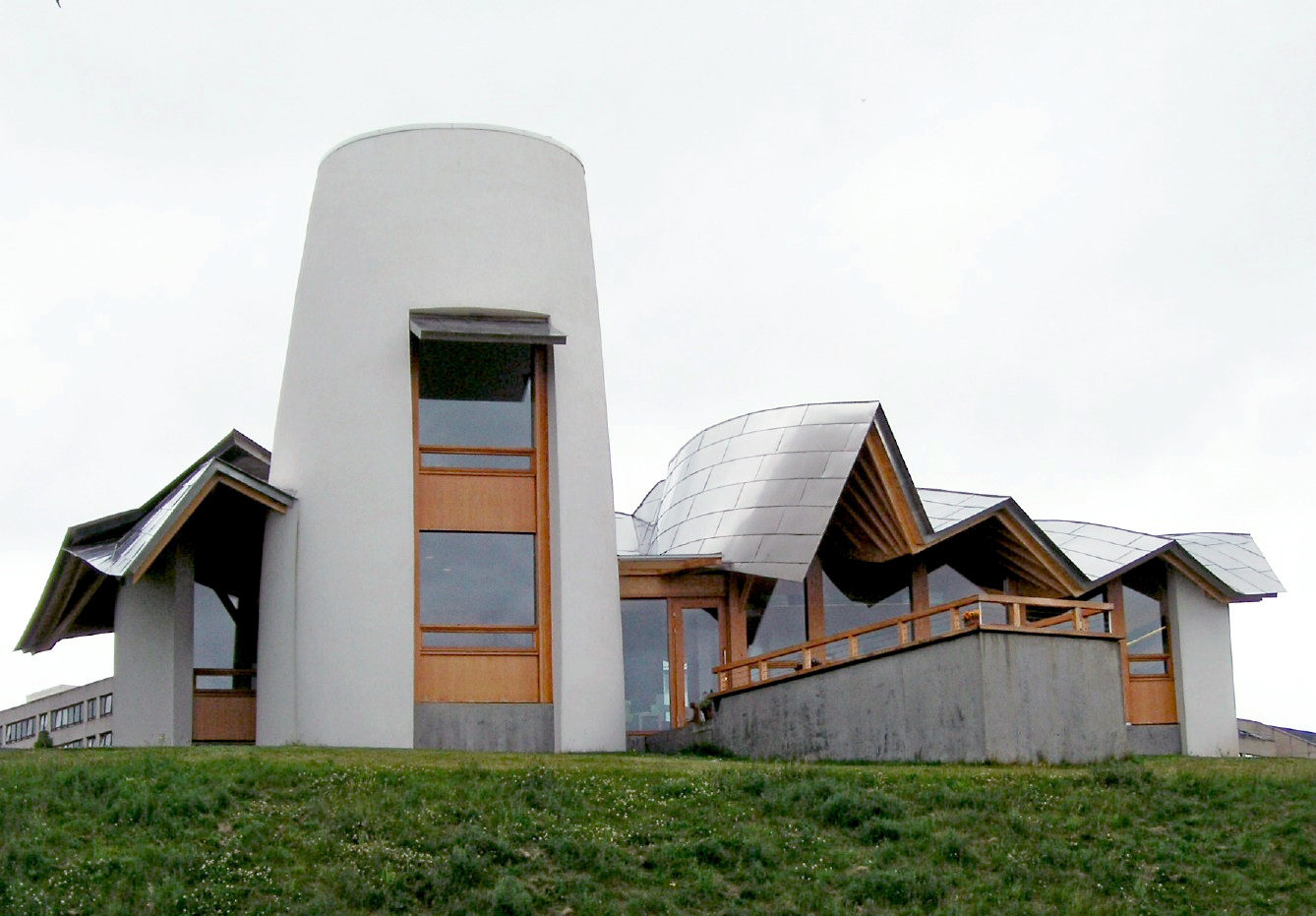
مرکز مگی در داندی

همچنین او دارای ۱۲ دکترای افتخاری از دانشگاه‌های مختلف می‌باشد که بدین شرحند:
- ۱۹۸۷: دانشگاه کلتک
- ۱۹۸۷: مدرسه طراحی رودآیلند

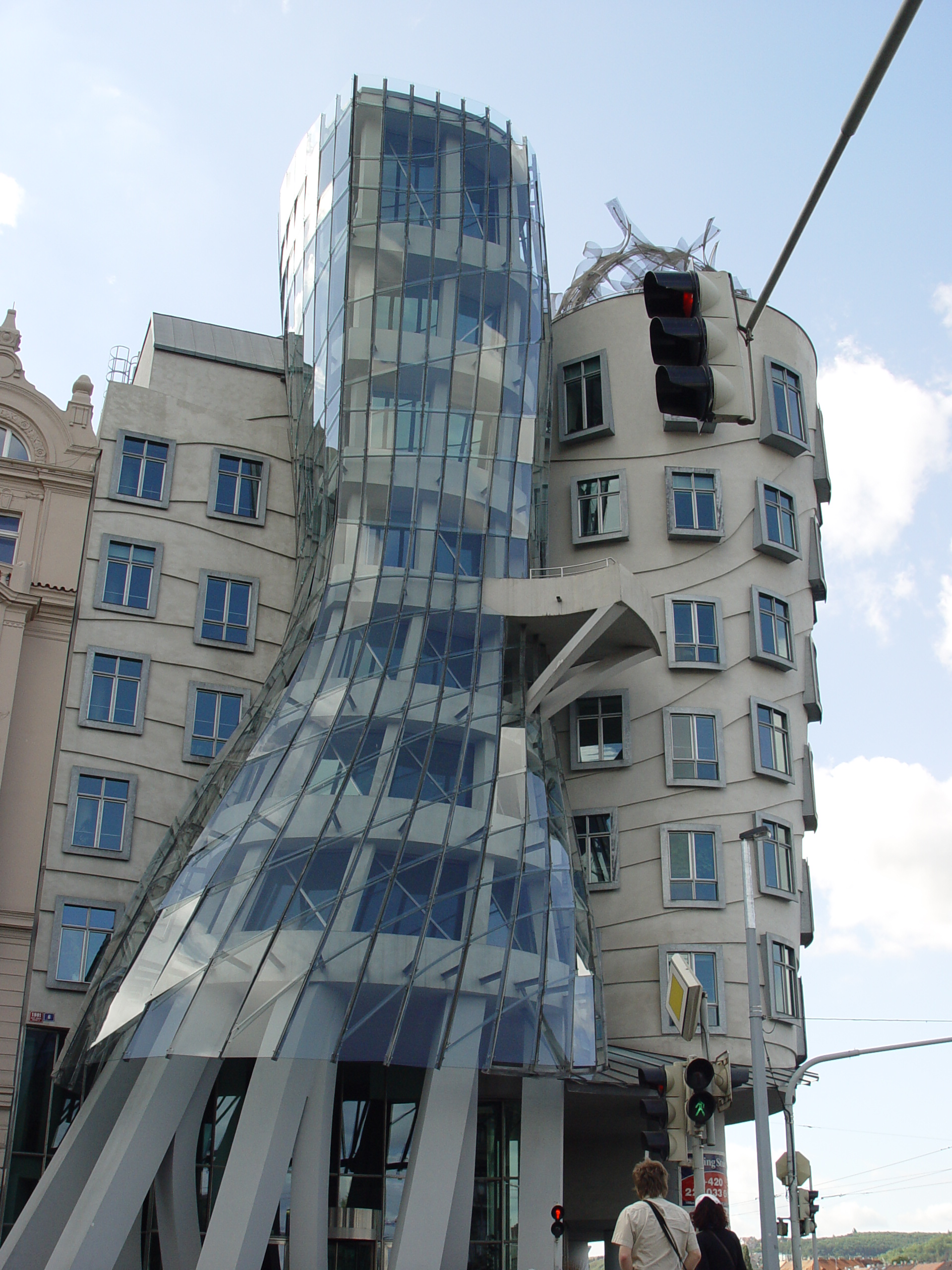
خانه رقصان. پراگ.

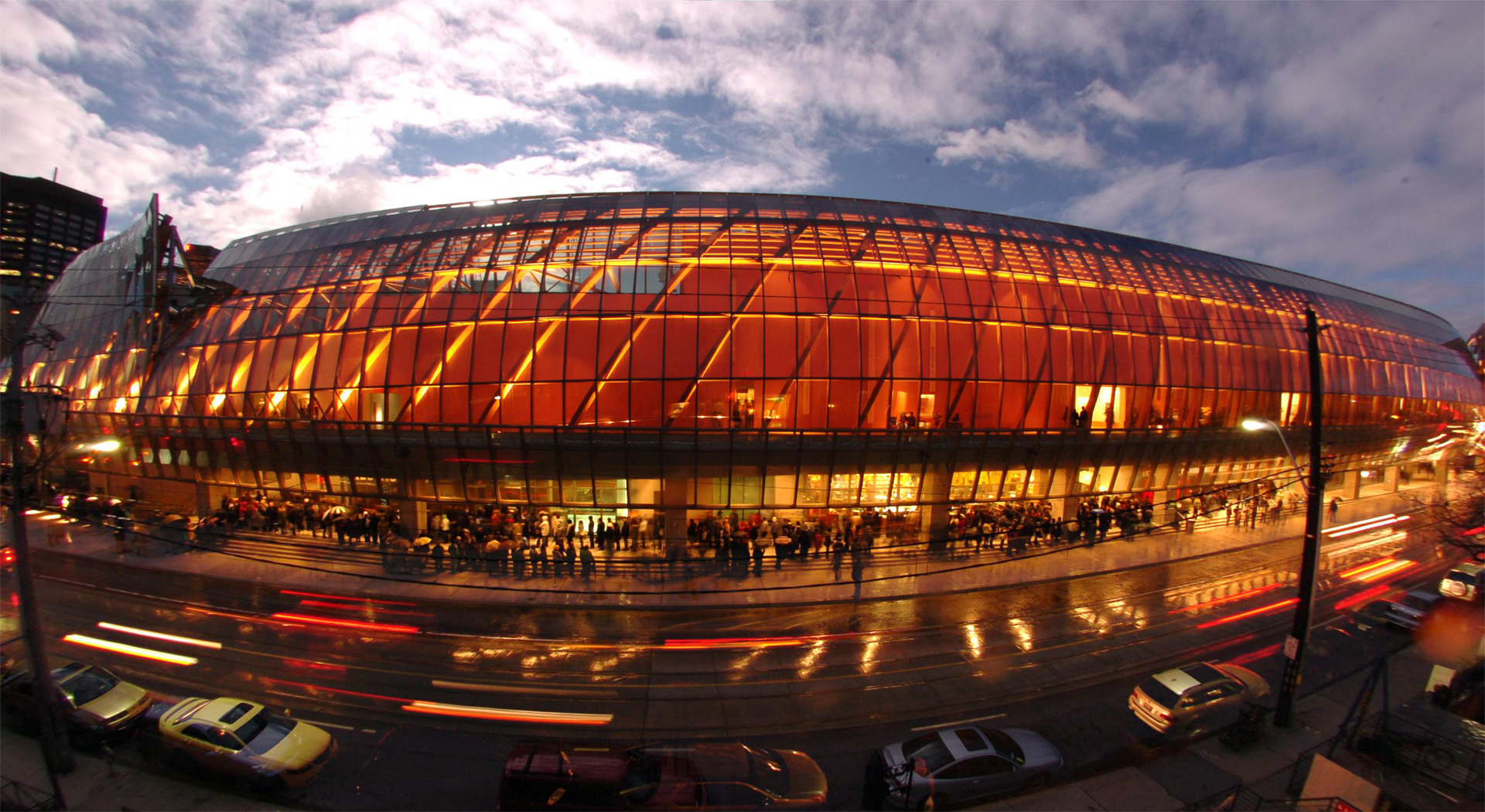
گالری هنر انتاریو در تورنتو

- ۱۹۸۹: دانشگاه فنی نواسکوشا در کانادا
- ۱۹۸۹: مؤسسه هنر اوتیس
- ۱۹۹۳: کالج علوم انسانی غرب
- ۱۹۹۵: کالج ویتیر
- ۱۹۹۷: مؤسسه معماری جنوب کالیفرنیا
- ۱۹۹۸: دانشگاه تورنتو
- ۲۰۰۰: دانشگاه ادینبرگ
- ۲۰۰۰: دانشگاه جنوب کالیفرنیا
- ۲۰۰۰: دانشگاه ییل
- ۲۰۰۰: دانشگاه هاروارد

پس از اینکه جایزه پریتزکر به فرانک‌گری تعلق گرفت، آدا لوئیز درباره‌اش نوشت:
او ریسک می‌کند، روی بند راه می‌رود و مرز محدودیت هارا می‌شکند. بناهای او روشنائی اند و طرح‌های زنده نشانگر این مهم که چگونه چیزی که ظاهراً کم‌اهمیت است می‌تواند با بکارگیری خلاقیت شکلی نو و بی‌نظیر بیابد. او هنر معماری را به صورتی به کار می‌برد که در عین زیبایی قابلیت استفاده داشته باشد. او معماری را در بی زمان‌ترین معنایش و با شیوهٔ مخصوص به خود به کار می‌گیرد. او می‌رود به قلب هنر زمان با برداشت‌ها و فناوری عصر حاضر و بینشهایی که عمیقاً بیانگر عصر حاضر است.

## روند طراحی و اجرا
آثارگری به‌طور کلی نتیجه یک روند طولانی طراحی است که با استفاده از اسکیس‌های متعدد، مدل‌های کامپیوتری و ماکتهای بزرگ حاصل شده‌است. اسکیس‌ها و نمودارهای اولیه به مدل‌های فیزیکی با مقیاسهای مختلف تبدیل و این مدل‌ها در نهایت به ساخت ماکتهای کامل می‌انجامد.
نکته بسیار جالب در روند طراحی‌گری در استفاده از رایانه در این روند است.
بر خلاف سایر معماران که از نرم‌افزارهای معمول دوبعدی و سه بعدی مانند CAD و ۳DsMAX برای کارهای خود استفاده می‌کنندگری از نرم‌افزار کاتیا که یک نرم‌افزار مربوط به طراحی جامدات است استفاده کرد. این نرم‌افزار بیشتر برای طراحی خودرو و هواپیما و محاسبات پیچیده بدنه‌های مختلف کاربرد دارد و هماهنگی بسیار عالی با سایر نرم‌افزارها دارد.
کاتیا سطوح را تحلیل و بر اساس محدودیت سازه‌ای، کارکردی و اقتصادی پروژه آن را تصحیح می‌کرد. داده‌های عددی که به این ترتیب بدست می‌آمدند بار دیگر بر روی یک مدل پیاده می‌شدند تا حجمها کنترل شوند و در صورت لزوم تغییر کنند. این رفت و برگشت بین مدل‌های مطالعاتی و داده‌های دیجیتال بنیاد شکلی پروژه را به وجود می‌آورند. سپس از داده‌های کامپیوتر برای تهیه پلانهای ساخت موزه استفاده شد.
بنا به گفته یکی از دست‌اندرکاران اجرای پروژه همه چیز توسط کاتیا کنترل و هدایت می‌شود. کاتیا به ما اجازه خلاقیت می‌دهد.

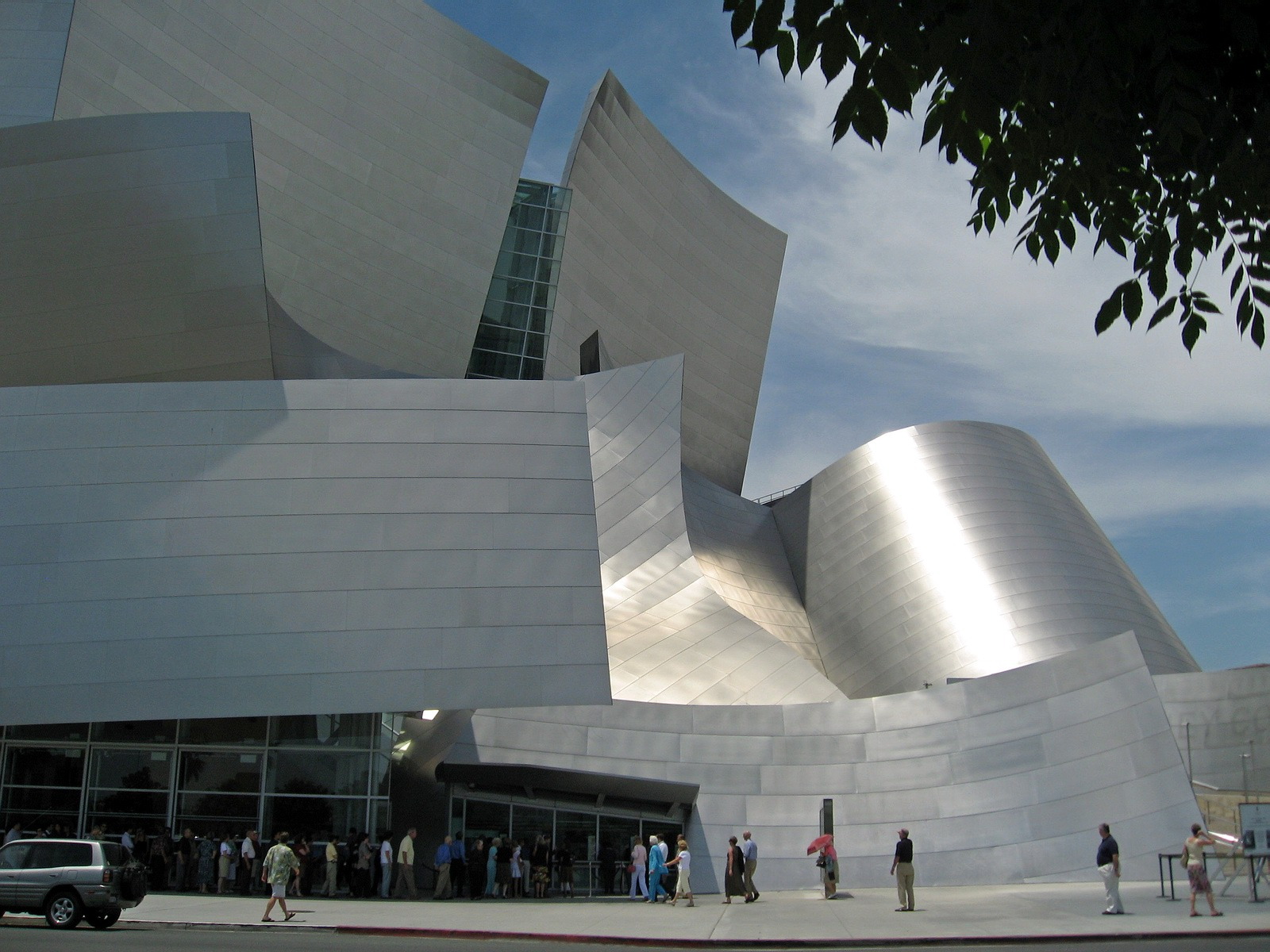
نمای تالار کنسرت والت دیسنی

می‌توان گفت از دلایل استفاده از کاتیا دقت فوق‌العاده آن و سازگاری آن با دیگر نرم‌افزارها می‌باشد. به عنوان مثال در پروژه تالار کنسرت والت دیسنی، برای طراحی سازه اجرایی مشکلات فراوانی وجود داشت. با توجه به پیچیدگی اتصالات سازه‌ای و عدم وجود زوایای قائمه در آن، کار تهیه نقشه‌های اجرایی و جزئیات اتصالات یکی از مهم‌ترین و پیچیده‌ترین قسمت‌های پروژه بود.

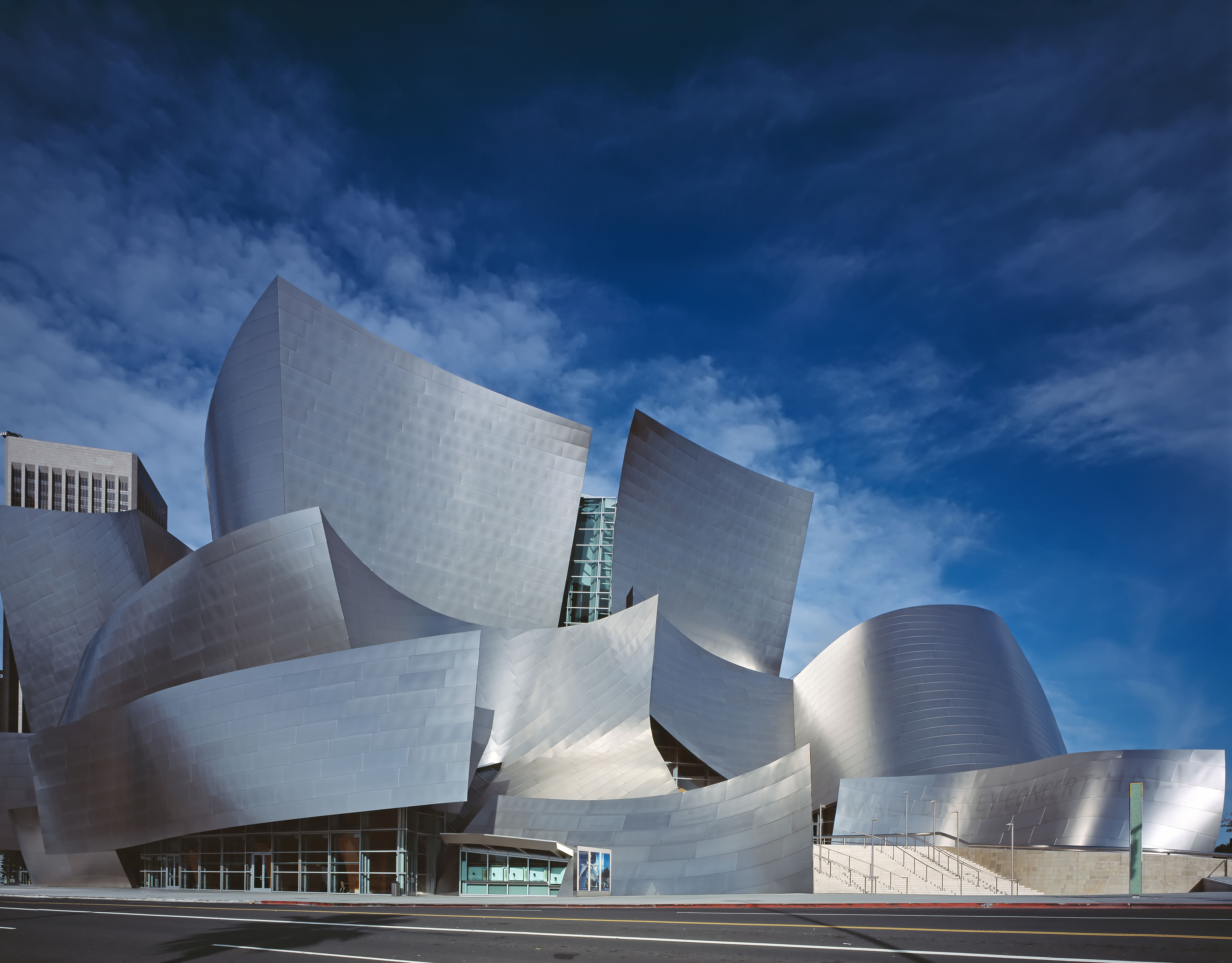
دور نمای تالار کنسرت والت دیسنی

برای تهیه جزئیات اجرایی دقیق از نرم‌افزار سه بعدی XSTEEL که قابلیت تهیه انواع جزئیات فولادی را داراست استفاده شد و در حدود ۸۰ درصد از کار تهیه جزئیات اتصالات سازه‌ای پروژه با آن انجام گرفت. این نرم‌افزار قابلیت ارتباط متقابل با کاتیا را داراست که‌گری از آن برای طراحی استفاده کرده بود. برای مثال ابتدا طرح در کاتیا تهیه می‌شد سپس XSTEEL با استفاده از آن مقاطع و اندازه‌ها را مشخص می‌کرد سپس اطلاعات داده شده دوباره به کاتیا منتقل می‌شد.
در اجرا نیز کاتیا راهگشای بسیاری از مشکلات بود. دوربینهای Total station با استفاده از اطلاعاتی که از این نرم‌افزار می‌گرفتند خطوط اجرایی را مشخص می‌کردند.
سازه فلزی این ساختمان برای تولید در کارخانه توسط کاتیا برنامه‌ریزی شد و پانلهای نما نیز توسط دستگاه CNC که مستقیماً با رایانه و کتیا کنترل می‌شدند تهیه شد.
بنا به گفته‌گری «کاملترین» استفاده از کاتیا را در طراحی و ساخت پانل‌های نما کردند که باعث صرفه جویی زیادی در زمان پروژه شد.
در نهایت می‌توان گفت‌گری با استفاده از نرم‌افزارها و سخت‌افزارهای موجود ثابت کرد «غیرممکنها متعلق به گذشته هستند».
موزه Experience Music Project با ۲۱۰۰۰ ی فولادی و آلومینیومی به اشکال هندسی نامنظم ساخته شده‌است؛ و طراحی و ساختمان آن توسط برنامه‌های رایانه‌ای ۲D و ۳D انجام گرفته‌است.
Doug Winn مدیر پروژه می‌گوید: در چنین کار عظیمی که شباهت به هیچ بنایی ندارد، طراحی یک چیز است و ساخت چیز دیگر. بنا وقتی شروع به کارکرد نمی‌دانست در نهایت چه به دست خواهد آمد. مجبور بودیم در عمل تغییرات زیادی به آن بدهیم و همهٔ دست اندر کاران – طراحان مهندسین تولیدکنندگان مواد و لوازم و غیره- در پروسهٔ کار تغییر را به عنوان یک نورم پذیرفتند
و سازه بنای تالار موسیقی والت دیسنی به عنوان پیچیده‌ترین سازه دنیا شناخته شد و این خود موید کار مشکل و فرایند پیچیده ساخت و طراحی ان است.

## شکل‌ها و مصالح
مصالحی که غالباً در کارهای او مشاهده می‌شود صفحات فلزی به خصوص تیتانیم، پلاستیکهای رنگ شده، زنجیرها و کابل‌ها و فولاد و به‌کارگیری پانلهای مشبک است.
فرمهای تیز گوشه‌دار، صفحات متداخل، سطوح مواج و منحنی را می‌توان از عناصر ثابت کارگری دانست
بناهای تندیس وار، فرمهای منحنی، پلکان‌های خارجی، مصالح نمای فلزی استفاده فراوان از مواد گوناگون، پنجره‌های بی‌قاعده و مرکزگریز از نشانه‌های کارهای او می‌توان برشمرد.

## نظرات دیگران دربارهٔ او

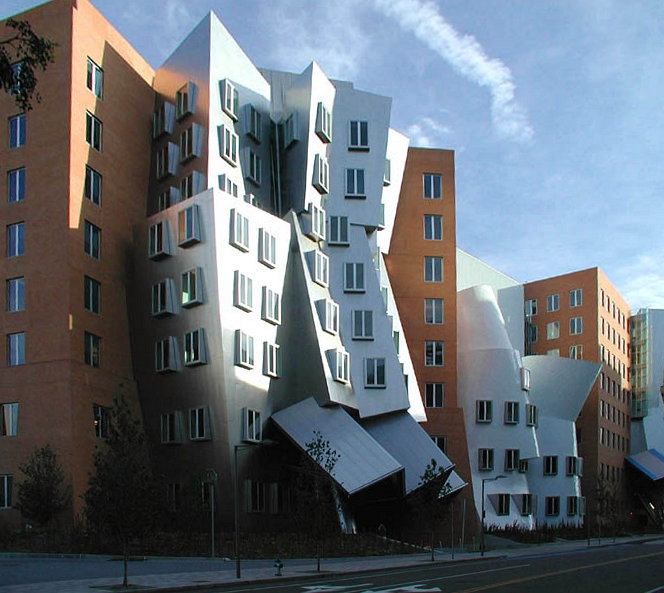
مرکز «استاتا» دانشکده فلسفه و انفورماتیک
دانشگاه‌ام آی تی ایالات متحده

مارتین پاولی در کتاب تئوری و طراحی در دومین عصر ماشین، در انتقاد از کارهای‌گری ساختمان اداری ویترای را چنین توصیف می‌کند: «دیوانگی معمارانه، ناقص‌الخلقه، لاک‌پشت فلزی، بسیار مبتذل با مصالح ارزان‌قیمت، ساختمان حقیر و بی‌بهایی که بسیار گران تمام شده‌است». همچنین اشکال موجدار و منحنی که در شکل بیرونی تالار کنسرت لوس آنجلسگری منعکس شده، موجب شده منتقدان آن را «ساختارشکنی آشغال» یا «معماری زمین‌لرزه‌ای» و «معماری شکسته پکسته» لقب دهند.
منتقدان قایل به سرهم‌بندی و کلاژ در کارهای‌گری هستند. به نظرگری اشیا به ظاهر بی‌ارزش در کنار همجواری با یکدیگر ارزش پیدا می‌کنند و همین معرف زیباشناسی مدرن است. به‌طور کلی آثارگری نظرات مخالف و موافق بسیاری را برانگیخته ولی در نگاهی کلی می‌توان او را در انجام اهداف زیبایی‌شناسانه مدرن خود و همچنین ساخت ساختمان‌های تندیس‌وار مدرن بسیار موفق دانست به‌طوری‌که مشاهده می‌شود شهر کوچک بیلبائو با اجرای موزه خود اکنون به شهری معروف و گردشگری بدل گشته‌است.

## ادعای خسارت دانشگاه‌ام آی تی
در اکتبر ۲۰۰۷، دانشگاه‌ام آی تی آمریکا از فرنک‌گری بخاطر طراحی مشکل دار مرکز استاتای خود به دادگاه شکایت برد و ادعای خسارت نمود.